# Гырнати
Гырнати (болг. Гърнати) — село в Болгарии. Находится в Смолянской области, входит в общину Неделино. Население составляет 255 человек.

## Политическая ситуация
В местном кметстве Гырнати, в состав которого входит Гырнати, должность кмета (старосты) исполняет Славчо Асенов Колев (Граждане за европейское развитие Болгарии (ГЕРБ)) по результатам выборов.
Кмет (мэр) общины Неделино — Илия Петров Вылчев (Болгарская социалистическая партия (БСП)) по результатам выборов.